# Victoria Park (företag)

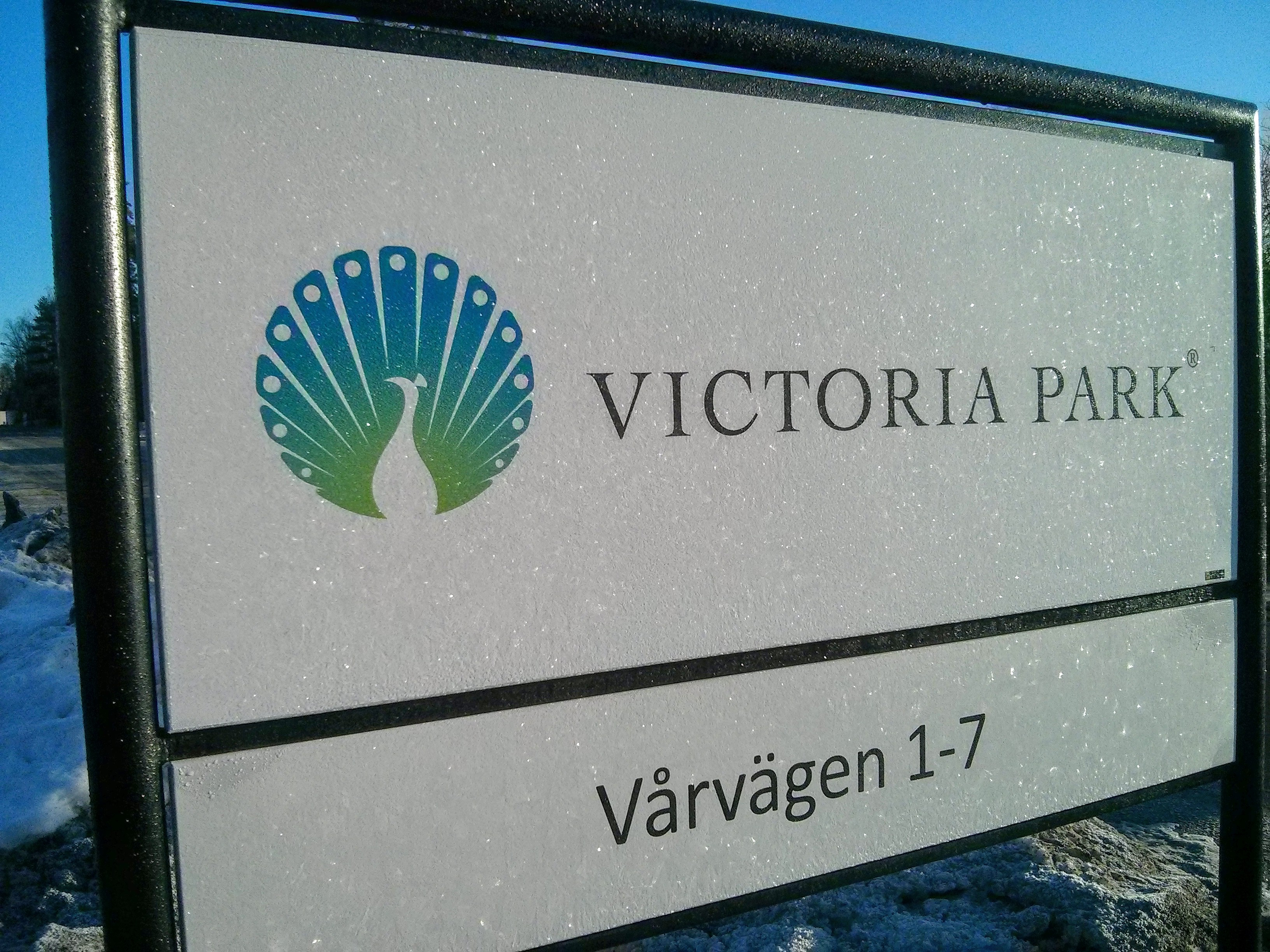
En skylt från Victoria Park AB vid fastigheterna i Skiftinge, Eskilstuna

Victoria Park AB är ett svenskt fastighetsbolag, tidigare noterat på Nasdaq OMX Stockholm, inriktat på bostadsfastigheter, med affärsområdena förvaltningsfastigheter och livsstilsboende. Bolaget ägs sedan 2018 av det tyska fastighetsbolaget Vonovia. Bolaget grundades år 2005 av Greg Dingizian, Christer Jönsson och Marcus Jönsson och har sitt säte i Malmö. VD är Per Ekelund.
Sedan januari 2022 har företaget tillsammans med systerföretaget Hembla bytt namn till Victoriahem.

## Om bolaget
Victoria Park AB bildades i samband med byggandet av bostadsområdet Victoria Park vid Limhamns kalkbrott och har sedan fortsatt expansionen med utveckling och förvärv av ytterligare fastigheter i Malmö och på andra orter. 
Bolaget ägde i början av 2015 fastigheter i Göteborg (Lövgärdet), Eskilstuna (Råbergstorp, Skiftinge, Myrtorp, Fröslunda, Västermalm, Stenby), Linköping (Ryd och Nygård), Malmö (Rosengård och Limhamn), Stockholm (Tensta), Kristianstad, Markaryd, Timsfors och Strömsnäsbruk. Därtill äger bolaget byggrätter motsvarande 10 000 m² BTA vid Limhamns kalkbrott i Malmö.
2019 köpte Victoria Park 2340 hyresrättslägenheter av Akelius Residential Property, varav 2140 i Haninge kommun (hela Akelius bostadsbestånd i Brandbergen) och 200 i Mölndal.
Victoria Park noterades på Stockholmsbörsens lista First North den 14 november 2014, överfördes till Nordiska listan den 9 december 2013 och avnoterades från börsen den 18 juni 2019.